# 丸根賛太郎
丸根 賛太郎（まるね さんたろう、1914年5月12日 - 1994年10月10日）は日本の映画監督である。
来栖重兵衛、宮元重兵、韮三哲、宮元四郎と数多くのペンネームを使い分けた。

## 経歴
1914年5月12日、山口県下関市に生まれる。本名は赤祖父富雄。京都帝国大学在学中より菅沼完二監督の助監督をしていて、その菅沼の紹介で1935年日活京都撮影所に助監督として入社。大学は中退した。1939年、『春秋一刀流』で監督昇進。この映画は戦時中のチャンバラ映画の傑作とされ、山中貞雄の再来と評される。戦後は『狐の呉れた赤ん坊』『月の出の決闘』などで高い評価を得る。1959年の『高丸菊丸 疾風篇』が監督として最後で、以後はテレビドラマの脚本を執筆した。
作中で登場人物が目的の場所へ向かう場面で多用される「○○(地名)へ!」という字幕をズームで表記する演出を得意とした。
1994年10月10日、頸椎癌のため死去。
2009年7月27日、チューリップテレビは『越中人譚　日本映画界をリードした富山人～河浦謙一 丸根賛太郎～』を放映し、丸根賛太郎の足跡を紹介した。

## フィルモグラフィ

### 映画
- 春秋一刀流 （1939年）
- うぐいす侍（1939年）
- 右門捕物帖 金色の鬼（1940年）
- 仇討交響楽（1940年）
- 鞍馬天狗捕はる（1940年）
- 鳥人（1940年）
- 討入前夜（1941年）
- 英雄峠（1940年）
- 決戦奇兵隊（1940年）
- 江戸の龍虎（1942年）
- マリア・ルーズ號事件 奴隷船（1943年）
- 土俵祭（1944年）
- 小太刀を使ふ女（1944年）
- かくて神風は吹く（1944年）
- 花婿太閤記（1945年）
- 狐の呉れた赤ん坊（1945年）
- 殴られた殿様（1946年）
- 海の狼（1947年）
- 月の出の決闘（1947年）
- 悪魔の乾杯（1947年）
- 博多どんたく（1947年）
- Ｚの戦慄（1948年）
- 天狗飛脚（1949年）
- 飛騨の暴れん坊（1949年）
- 蛇姫道中（1949年）
- 続蛇姫道中（1950年）
- 大岡政談 将軍は夜踊る（1950年）
- 怪搭伝（1951年）
- 夏祭三度笠（1951年）
- 風流活殺剣（1952年）
- 天草秘聞 南蛮頭巾（1952年）
- 満月三十石船（1952年）
- エンタツちょび髭漫遊記（1952年）
- 風流あじろ笠（1954年）
- 右門捕物帖 まぼろし変化（1954年）
- 竜虎八天狗 第一部 水虎の巻（1954年）
- 竜虎八天狗 第二部 火龍の巻（1954年）
- 竜虎八天狗 第三部 鳳凰の巻（1954年）
- 竜虎八天狗 完結篇 追撃の巻（1954年）
- さいざんす二刀流（1954年）
- 月笛日笛 第一篇 月下の若武者（1955年）
- 月笛日笛 第二篇 白馬空を飛ぶ（1955年）
- 月笛日笛 完結篇 千丈ケ原の激斗（1955年）
- 天下の若君漫遊記 前篇 変幻出没の巻（1955年）
- 天下の若君漫遊記 後篇 活殺自在の巻（1955年）
- 椿説弓張月 第一篇 筑紫の若武者（1955年）
- 幻術影法師（1955年）
- 幻術影法師 快剣士梵天丸（1955年）
- 弓張月 第二篇 運命の白縫姫（1955年）
- 弓張月 完結篇 南海の覇者（1955年）
- 極楽剣法 地獄剣の挑戦（1956年）
- 極楽剣法 月明の対決（1956年）
- 快傑耶茶坊 流血島の鬼（前篇）（1956年）
- 快傑耶茶坊 絶海の死闘（後篇）（1956年）
- 快傑修羅王（1956年）
- 勝鬨天魔峠（1956年）
- 紅蝙蝠（1958年）
- 高丸菊丸 疾風篇（1959年）

### テレビドラマ
- 国士無双（1958年） - 脚本
- 鉄人28号（1960年） - 監督・脚本
- 侍「我もし剣豪なりせば」（1961年） - 原作
- 忍者シリーズ（1961年） - 脚本
- 磐嶽の一生（1963年） - 脚本